# نيكولاس دورو
نيكولاس دورو (بالإنجليزية: Nicholas Doro)‏ (27 ديسمبر 1974 بموريشيوس - ) هو لاعب كرة قدم موريشيوسي في مركز حراسة المرمى. شارك مع منتخب موريشيوس لكرة القدم. أما مع النوادي، فقد لعب مع AS Rivière du Rempart ‏ وOlympique de Moka ‏ ونادي بومبليموس.

## وصلات خارجية
- نيكولاس دورو على موقع قاعدة بيانات كرة القدم.إي يو (الإنجليزية)
- نيكولاس دورو على موقع ناشيونال فوتبول تيمز (الإنجليزية)